# إير ويك
إير ويك هي علامة تجارية أمريكية لمعطرات الجو مملوكة لشركة ريكيت بينكيزر البريطانية المتعددة الجنسيات. تم إطلاقه من قبل المبدع جاي باسكال في عام 1943 في الولايات المتحدة ، ويُباع الآن في جميع أنحاء العالم. 

## روابط خارجية
- الموقع الرسمي